# 美女ありき
『美女ありき』（びじょありき、原題：That Hamilton Woman、別題：Lady Hamilton）は、1941年のアメリカ合衆国・イギリスの恋愛映画。18世紀末のイギリス海軍提督ホレーショ・ネルソンとハミルトン夫人の不倫の恋を描いている。実際に不倫の末に再婚したヴィヴィアン・リーとローレンス・オリヴィエが主演、プロデューサーのアレクサンダー・コルダが自ら監督を務めた。

## ストーリー
フランスの港町カレーで1人のみすぼらしい中年女がワインを1本盗んだとして逮捕される。牢屋で一緒になった女メアリーに名前を訊かれた彼女は「ハミルトン夫人」と名乗ると、メアリーに促されるままに夫ウィリアム・ハミルトンと出会った18歳から、ネルソン提督との不倫の恋、そして彼の戦死までを語る。

## キャスト
- エマ・ハミルトン - ヴィヴィアン・リー（吹替：瀬藤文子）
- ホレーショ・ネルソン - ローレンス・オリヴィエ
- ウィリアム・ハミルトン - アラン・モーブレイ
- カドガン＝ライオン夫人（エマの母） - サラ・オールグッド
- フランシス（英語版）（ホレーショの妻） - グラディス・クーパー
- ハーディ大佐 - ヘンリー・ウィルコクソン
- メアリー・スミス - ヘザー・エンジェル

## スタッフ
- 監督：アレクサンダー・コルダ
- 製作：アレクサンダー・コルダ
- 脚本：ウォルター・ライシュ、R・C・シェリフ
- 音楽：ミクロス・ローザ
- 撮影：ルドルフ・マテ
- プロダクションデザイン：ヴィンセント・コルダ
- 美術：ライル・R・ウィーラー
- 衣装：ルネ・ユベール

## アカデミー賞受賞・ノミネーション
- 受賞
  - 録音賞：ジャック・ホイットニー
- ノミネーション
  - 美術賞（白黒）：ヴィンセント・コルダ、ジュリア・ヘロン
  - 撮影賞（白黒）：ルドルフ・マテ
  - 特殊効果賞：ローレンス・W・バトラー、ウィリアム・A・ウィルマース